# RHYTHM AND POLICE ORIGINAL SOUND TRACK V THE MOVIE 2〜SOUND FILE F.F.S.S.
『RHYTHM AND POLICE ORIGINAL SOUND TRACK V THE MOVIE 2〜SOUND FILE F.F.S.S.』（リズム アンド ポリス オリジナル サウンド トラック ファイブ ザ ムービー ツー〜サウンド ファイル エフエフエスエス）とは『踊る大捜査線』の劇場版第2弾『踊る大捜査線 THE MOVIE 2 レインボーブリッジを封鎖せよ!』のオリジナル・サウンドトラック。2003年9月26日に発売された。

## 収録曲
1. SAT
SATのテーマ曲。
2. R.A.P. Rocks
『Rhythm And Police』のロックアレンジ曲。
3. Negotiator
真下正義のテーマ曲。
4. Criminal Sign
5. Sumire ～prologue～
恩田すみれのテーマ曲。
6. GIRLS 7
婦警のテーマ曲。『C.X.』のオーケストラフレーズが使われている。
7. TAIKAN
吉田副総監と和久平八郎が再会し語らうシーンで流れる。タイトルは「退官」から。次のトラックの『UNITY』と同じメロディ。
8. UNITY
9. Faith And Pain
10. Brave the way
11. 危機一髪II
『危機一髪』のリアレンジ曲。
12. Sumire
M-5の『Sumire ～prologue～』の別バージョン。
13. C.X.(Orchestra Version 2003)
C.X. Orchestra Versionの2003年バージョン。最後に新しいフレーズが追加されている。
14. B.T.R.B
15. Love Somebody ～Memories～

作曲は全曲、松本晃彦